# デルタ型原子力潜水艦

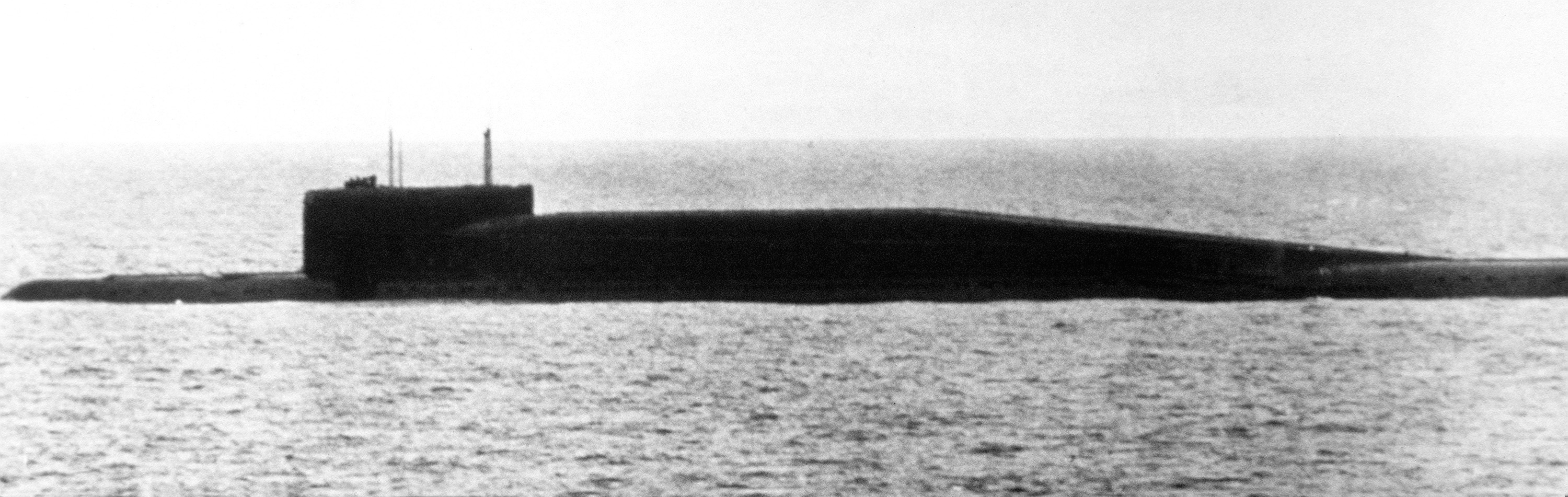
проекта667型（“デルタ”型）原子力潜水艦
画像はпроекта667БДР型（デルタIII型）

デルタ型原子力潜水艦(デルタがたげんしりょくせんすいかん Delta class submarine、проекта 667Б "Мурена", 667БД "Мурена-М", 667БДР "Кальмар", 667БДРМ "Дельфин")はロシア海軍が現在運用する原子力弾道ミサイル潜水艦の1つ。なお艦種記号上は潜水巡洋艦である。
「デルタ型」の名称はNATOのコードネームによるもので、1〜4型のサブタイプが存在する。

ソヴィエト連邦・ロシア側の名称とNATOコードネームはそれぞれ

- プロイェクト667B"ムレナ（ウツボの意）"-デルタI
- プロイェクト667BD"ムレナM"-デルタII
- プロイェクト667BDR"カリマール（ヤリイカの意）"-デルタIII
- プロイェクト667BDRM"デルリフィン（イルカの意）"-デルタIV

である。
1972年に667B型の最初の艦が就役し、1990年に667BDRM型の最後の艦が就役した。その間に巨大化と先進化が行われた本艦級であるが、長射程のミサイルを運用するためにミサイル格納庫が大きくせり出している形の艦影はすべてに共通するものである。

## プロイェクト667B型（デルタI型）

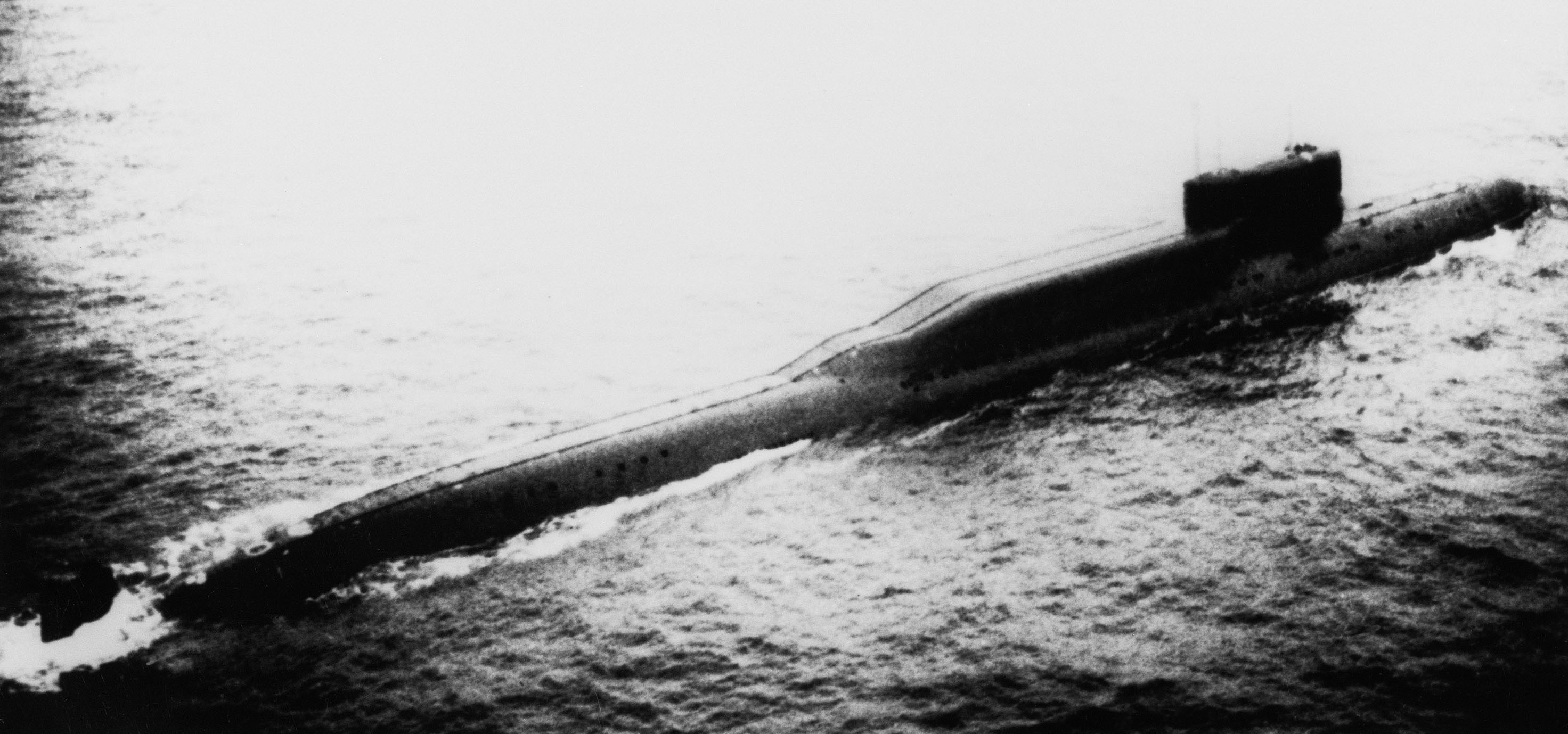
プロイェクト667B"ムレナ"（デルタI）型

プロイェクト667B型（デルタI型）は1972年から1977年にかけて就役した。ロシアでの本型はプロイェクト667A型（NATOコードネームヤンキー型原子力潜水艦の後継であり、より長射程の潜水艦発射弾道ミサイルR-29/RSM-40（NATOコードネームSS-N-8）を搭載している。全部で18隻建造されたが、START-Iの発効に伴い、1998年までに全艦が退役している。

### 諸元
- 全長：139m
- 全幅：11.7m
- 吃水：8.4m
- 水上排水量：7,800t
- 水中排水量：10,000t
- 機関：VM-4加圧水型原子炉×2基/蒸気タービン×2基/プロペラ×2
- 出力：52,000馬力
- 最高速力：水上16kt（km/h）、水中26kt（km/h）
- 乗員：120名
- 兵装
  - 533mm（21inch）魚雷発射管×4基（計12発搭載）
  - 406mm魚雷発射管×2基（計8発搭載）
  - D-9ミサイル発射管×12、R-29(RSM-40)ミサイル
  - 通信装置：「モルニヤ-1」
  - ソナー：「ケルチ」
  - 航法装置：「トボール」、「ツィクロン-B」

### 同型艦
| 艦番号 | 名称 | 起工年 | 進水年 | 竣役年 | 建造所               | 所属       |
| ------ | ---- | ------ | ------ | ------ | -------------------- | ---------- |
| K-279  |      |        |        |        |                      | 1992年除籍 |
| K-447  |      |        |        | 1973年 | セヴェロドヴィンスク | 除籍       |
| K-450  |      |        |        |        |                      | 除籍       |
| K-385  |      |        |        |        |                      | 除籍       |
| K-457  |      |        |        | 1974年 | セヴェロドヴィンスク | 除籍       |
| K-465  |      |        |        | 1974年 | セヴェロドヴィンスク | 除籍       |
| K-460  |      |        |        | 1975年 | セヴェロドヴィンスク | 除籍       |
| K-472  |      |        |        | 1975年 | セヴェロドヴィンスク | 除籍       |
| K-475  |      |        |        | 1975年 | セヴェロドヴィンスク | 除籍       |
| K-171  |      |        |        | 1975年 | セヴェロドヴィンスク | 除籍       |
| K-366  |      |        |        | 1974年 | コムソモリスク       | 除籍       |
| K-417  |      |        |        | 1974年 | コムソモリスク       | 除籍       |
| K-477  |      |        |        | 1975年 | コムソモリスク       | 除籍       |
| K-497  |      |        |        | 1975年 | コムソモリスク       | 除籍       |
| K-500  |      |        |        | 1976年 | コムソモリスク       | 除籍       |
| K-512  |      |        |        | 1976年 | コムソモリスク       | 除籍       |
| K-523  |      |        |        | 1977年 | コムソモリスク       | 除籍       |
| K-530  |      |        |        | 1977年 | コムソモリスク       | 除籍       |

## プロイェクト667BD型（デルタII型）
プロイェクト667BD（デルタII）型は1973年から1975年にかけて就役した。設計は-667B級を改良したものであるといえるが、ミサイルの搭載数を増やすために排水量が増えている。次世代の-667BDR級の就役が早かったので、全部で4隻のみの就役となった。START-Iの発効に伴い、1996年より退役を開始し、現在では全艦が除籍された。

### 諸元
- 全長：155m
- 全幅：11.7m
- 吃水：8.6m
- 水上排水量：9,350t
- 水中排水量：10,500t
- 機関：VM型加圧水型原子炉×2基/蒸気タービン×2基/プロペラ×2
- 出力：55,000馬力
- 最高速力：水上14kt（km/h）、水中25kt（46km/h）
- 潜行深度
  - 最大：450m
  - 実用：390m
- 乗員：126名
- 兵装
  - 533mm（21inch）魚雷発射管×4基（計18発搭載）
  - 406mm魚雷発射管×2基
  - D-9Uミサイル発射管×16、R-29(RSM-40)ミサイル
  - 通信装置：「モルニヤ」（アンテナ：「シーンテズ」）
  - ソナー：「ルビコン」
  - 航法装置：「トボール」

### 同型艦
| 艦番号 | 名称 | 起工年    | 進水年    | 竣役年         | 建造所 | 所属 |
| ------ | ---- | --------- | --------- | -------------- | ------ | ---- |
| K-182  |      | 1973年4月 | 1975年1月 | 1975年9月30日  |        | 除籍 |
| K-92   |      | 1973年    | 1975年    | 1975年12月17日 |        | 除籍 |
| K-193  |      | 1974年    | 1975年    | 1975年12月30日 |        | 除籍 |
| K-421  |      | 1974年    | 1975年    | 1975年12月30日 |        | 除籍 |

## プロイェクト667BDR型（デルタIII型）

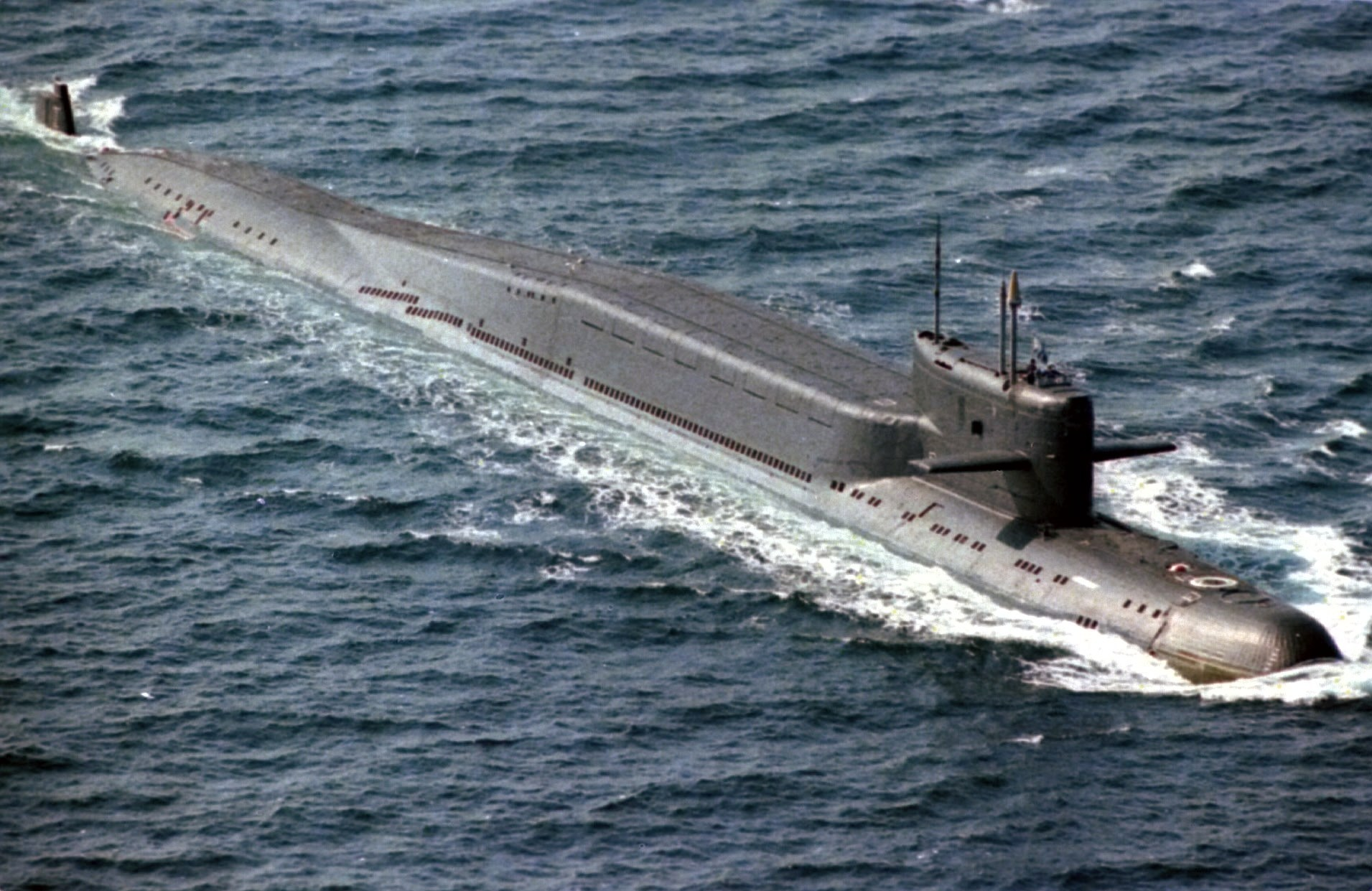
プロイェクト667BDR"カリマール"（デルタIII）型

プロイェクト667BDR（デルタIII）型は1976年から1981年にかけて就役した。-667BDR型はそれまでの667型とは異なり搭載しているミサイルはMIRV式のR-29R/RSM-50（SS-N-18）となっており、それまでに比べて攻撃力が大きくなっている。全部で14隻が建造され、北方艦隊に5隻、太平洋艦隊に9隻が配備された。
1993年春に発表された「艦艇整備10ヵ年計画」では、戦略原潜はプロイェクト941型（проект 941、NATOコードネーム“タイフーン”級）と667BDRM型のみを残し、本型も含めた他のクラスは全て退役させる方針であったが、結局、維持コストの嵩む941型を早期退役させ、1990年代前半までに順次オーバーホールを済ませていた本型は残される事になった。なお北方艦隊所属のK-129は1990年代に潜水艇母艦に改造され、BS-136となった（デルタIIIストレッチ型）。
財政難などの理由により順次除籍され、2011年には北方艦隊に特務原潜BS-136、太平洋艦隊には3隻が在籍していた。太平洋艦隊所属艦は、行動不能状態にあると報じられていたが、時々、宗谷海峡を浮上航行する姿が海上自衛隊によって目撃されていた。2004年11月、同艦隊のK-223「ポドリスク」で、タンクへの過剰水圧のため飲料水タンクが爆発するという事故が起き、翌年、修理のため沿海州に向かう姿が宗谷海峡で目撃された。K-433「スヴャトイ・ゲオルギー・ポベドノーセツ」は、2004年以降、毎年オホーツク海で弾道ミサイルの試射を行っており、2006年9月10日にも、千島列島のシムシル島沖でR-29Rミサイルを発射している。
本型は人工衛星の打ち上げをR-29Rを用いて行っており、このロケットはヴォルナと呼ばれた。
ロシア海軍総司令官クロエドフ上級大将は「就役中の667BDR型(デルタIII型)の寿命を無期限に延長する」と在任中に発言したが、これは、本型を艦齢ぎりぎりまで目一杯使用するという意味と見られる。

### 諸元
- 全長：155m
- 全幅：11.7m
- 吃水：8.7m
- 水上排水量：8,940t
- 水中排水量：10,600t
- 機関：VM-4SG型加圧水型原子炉×2基/蒸気タービン×2基/プロペラ×2
- 出力：60,000馬力
- 最高速力：水上14kt（km/h）、水中25kt（km/h）
- 乗員：130名
- 兵装
  - 533mm（21inch）魚雷発射管×4基（計18発搭載）
  - 406mm魚雷発射管×2基
  - D-9Rミサイル発射管×16、R-29R(RSM-50)ミサイル
  - 通信装置：「ツナミ」、「モルニヤ」
  - ソナー：「ルビコン」
  - 航法装置：「トボール」（レーダー：「アルバトロス」）

### 同型艦
| 艦番号 | 名称                                   | 起工年 | 進水年         | 竣役年       | 建造所 | 所属                               |
| ------ | -------------------------------------- | ------ | -------------- | ------------ | ------ | ---------------------------------- |
| K-424  |                                        | 1975年 | 1975年12月30日 | 1976年6月9日 |        | 除籍                               |
| K-441  |                                        | 1975年 | 1976年         | 1976年12月   |        | 除籍                               |
| K-449  |                                        |        |                | 1977年       |        | 除籍                               |
| K-455  |                                        |        |                | 1978年       |        | 除籍                               |
| K-490  |                                        |        |                | 1978年       |        | 除籍                               |
| K-487  |                                        |        |                | 1978年       |        | 除籍                               |
| K-496  | ボリソグレブスク                       |        |                | 1979年       |        | 除籍                               |
| K-506  | ゼレノグラード                         |        |                | 1979年       |        | 除籍                               |
| K-211  | ペトロパヴロフスク・カムチャツキー     |        |                | 1980年       |        | 除籍                               |
| K-223  | ポドリスク                             |        |                | 1980年       |        | 除籍                               |
| K-180  |                                        |        |                | 1980年       |        | 除籍                               |
| K-433  | スヴャトイ・ゲオルギー・ポベドノーセツ |        |                | 1981年       |        | 除籍                               |
| BS-136 | オレンブルク                           |        |                | 1981年       |        | 1990年代に特務原潜に改造。北洋艦隊 |
| K-44   | リャザン                               |        |                | 1981年       |        | 除籍                               |

## プロイェクト667BDRM型（デルタIV型）

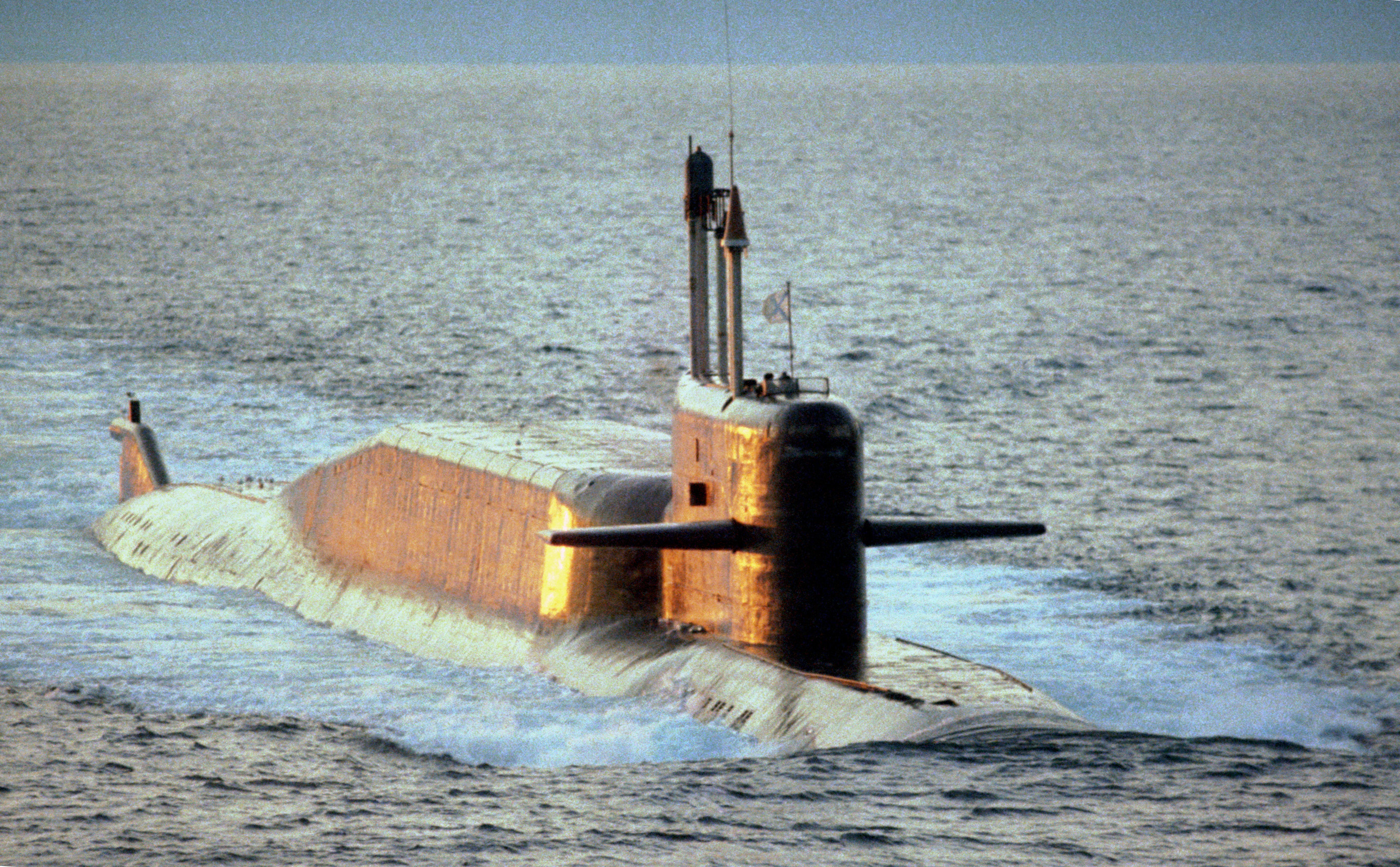
プロイェクト667BDRM"デリフィン"（デルタIV）型

プロイェクト667BDRM（デルタIV）型は1985年から1990年にかけて就役した。667BDR型よりもかなり大型化されているが、その分は、静粛性の向上に充てられた。搭載しているミサイルは当初R-29RM/RSM-54（SS-N-23）であり、2007年以降改良型のR-29RMUシネワ(Синева)が順次搭載されている。当初は12隻建造される予定であったが、ソビエト連邦崩壊により、竣工したのは7番艦までに留まり、続いて建造中だった8、9番艦の工事は中止された。竣工した7隻は、全艦運用中である。
1990年代には財政難により定期修理が中断し、一部の艦は戦略任務に就けない状態が続いたが、2000年以降は順次、改装工事が行われるようになり、これによって艦齢は35年に延長されている。
ただしK-64ウラジーミルは戦略任務から外され、BS-411の後継の特務原潜BS-64に改装されたため、今後戦略任務に就くのは6隻となる。BS-64の改修は1999年から2016年までの長期にわたった。
本型は、その弾道ミサイルを使って人工衛星を打ち上げており、ロケットとしての名称はシュチーリである。1998年7月には、本型の「ノヴォモスコフスク」がドイツの科学衛星を打ち上げた。「エカテリンブルク」は、2006年5月26日に弾道ミサイルを使い人工衛星「コンパス-2」の打ち上げに成功している。2007年3月5日、ロシア海軍総司令官ウラジーミル・マソリンは、5月に原子力潜水艦を使って南アフリカの人工衛星「サンバンディラ」を打ち上げる予定であると語った。しかし、この打ち上げは実施されなかった。
2004年2月17日から18日にかけて、プーチン大統領視察の元、本型の「ノヴォモスコフスク」と「カレリア」が弾道ミサイル発射演習を行ったが、2回とも失敗に終わった。ただしこれは、予算不足で耐用年数の切れたミサイルを使用したためと見られる。
その後、本型の「エカテリンブルク」が2004年の6月29日と9月8日に行ったミサイル発射は成功し、汚名を返上した。2006年6月30日には「ツーラ」が弾道ミサイルの発射テストに成功、2006年9月9日にも、本型の1隻が北極海の氷下からミサイルの発射を行っている。

### 「エカテリンブルク」の火災事故
2011年12月29日、曳船と衝突して、ムルマンスクの第82修理ドックで修理中だった「エカテリンブルク」で、作業中の火花が木製足場に引火して火災が発生した。ロシア非常事態省によると、火災は出火から27時間たってようやく鎮火。艦首ソナーが全焼したが、船体は表面の防音ゴムを焼いただけで、原子炉は停止していて火災による損害は無く、弾道ミサイルも積んでおらず空であったという。ところが、2012年2月13日発行の週刊誌『ブラスチ』によると、出火当時の「エカテリンブルク」には規則に反して核弾頭をつけたミサイルが搭載されたままであった。さらに、火元真上の魚雷発射管室には魚雷が入っており、乗組員が人力で隣の区画に移動させて誘爆を防いだという。火災により内殻が長時間高熱にさらされたため、所定深度への潜航が可能か疑問視されている。
当局は、既に製造中止になっているスカート2型艦首ソナーの代替品製造を含め、修理費の見積もりを、予想の半分の5億ルーブルと発表したが、その後同型のソナーがモスボールされていたのが見つかり、さらに半分の費用で修理が出来る見通しであることが発表された。「エカテリンブルク」は、2012年6月にズベズドーチカ造船所に回航されたが、それ以降1年近く放置された後、2013年5月31日に同造船所のウラジミール・ニキーチン社長が本格修理に着手したと発表した。2014年6月6日に再進水し、2014年に復帰する予定である

### 諸元
- 全長：167m
- 全幅：12.2m
- 吃水：8.8m
- 水上排水量：10,210t
- 水中排水量：12,100t
- 機関：VM-4SG加圧水型原子炉×2基/蒸気タービン×2基/プロペラ×2
- 出力：60,000馬力
- 最高速力：水上14kt（26km/h）、水中24kt（44km/h）
- 放射雑音レベル 艦速4ノット
  - 200Hz以下 120dB(静粛性が高いレベル)
  - 1kHz 90dB(静粛性が特に高いレベル)
- 乗員：130名
- 兵装
  - 533mm（21inch）魚雷発射管×4基（魚雷、対潜ミサイル計12発搭載）
  - D-9RMミサイル発射管×16、R-29RMU弾道ミサイル
  - 通信装置：「ツナミ」、「モルニヤ」
  - ソナー：「スカート-2」
  - 航法装置：「トボール-M」

### 同型艦
| 艦番号 | 名称               | 起工年        | 進水年     | 竣役年         | 建造所 | 所属     |
| ------ | ------------------ | ------------- | ---------- | -------------- | ------ | -------- |
| K-51   | ヴェルホトゥーリエ | 1981年2月23日 | 1985年1月  | 1985年12月29日 |        | 北洋艦隊 |
| K-84   | エカテリンブルク   | 1984年11月    | 1985年12月 | 1986年2月      |        | 北洋艦隊 |
| BS-64  | ポドモスコビエ     | 1985年11月    | 1986年12月 | 1988年2月      |        | 北洋艦隊 |
| K-114  | トゥーラ           | 1986年12月    | 1987年9月  | 1989年1月      |        | 北洋艦隊 |
| K-117  | ブリャンスク       | 1987年9月     | 1988年9月  | 1990年3月      |        | 北洋艦隊 |
| K-18   | カレリア           | 1988年9月     | 1989年11月 | 1991年9月      |        | 北洋艦隊 |
| K-407  | ノヴォモスコフスク | 1989年11月    | 1991年1月  | 1992年2月      |        | 北洋艦隊 |

## 比較表
|          |            | 955型（ボレイ型）          | 941型（タイフーン型）                   | 667B型（デルタ型）                                                  | 667A型（ヤンキー型）                    | 658型（ホテル型）                       |
| -------- | ---------- | -------------------------- | --------------------------------------- | ------------------------------------------------------------------- | --------------------------------------- | --------------------------------------- |
| 船体     | 水中排水量 | 24,000 t                   | 33,800 – 48,000 t                       | 10,000 t（I型） 10,500 t（II型） 10,600 t（III型） 12,100 t（IV型） | 9,300 t                                 | 5,500 t                                 |
| 船体     | 全長       | 170 m                      | 175 m                                   | 139 m（I型） 155 m（II,III型） 167 m（IV型）                        | 132 m                                   | 114 m                                   |
| 船体     | 全幅       | 13.5 m                     | 23 m                                    | 11.7 m（I,II,III型） 12.2 m（IV型）                                 | 11.6 m                                  | 9.2 m                                   |
| 船体     | 吃水       | 9.0 m                      | 12.0 m                                  | 8.4 m（I型） 8.6 m（II型） 8.7 m（III型） 8.8 m（IV型）             | 8.0 m                                   | 7.31 m                                  |
| 主機     | 機関       | 原子炉+蒸気タービン+発電機 | 原子炉+蒸気タービン                     | 原子炉+蒸気タービン                                                 | 原子炉+蒸気タービン                     | 原子炉+蒸気タービン                     |
| 主機     | 方式       | ギアード・タービン         | ギアード・タービン                      | ギアード・タービン                                                  | ギアード・タービン                      | ギアード・タービン                      |
| 主機     | 出力       | 不明                       | 49,600 hp                               | 52,000 hp（I型） 55,000 hp（II型） 60,000 hp（III,IV型）            | 20,000 hp                               | 39,200 hp                               |
| 主機     | 水中速力   | 25 kt                      | 27 kt                                   | 26 kt（I型） 25 kt（II,III型） 24 kt（IV型）                        | 27 kt                                   | 26 kt                                   |
| 兵装     | 水雷       | 533mm魚雷発射管×6門        | 650mm魚雷発射管×2門 533mm魚雷発射管×4門 | 533mm魚雷発射管×4門（I-IV型） 406mm魚雷発射管×2門（I-III型）        | 533mm魚雷発射管×4門 406mm魚雷発射管×2門 | 533mm魚雷発射管×4門 406mm魚雷発射管×2門 |
| 兵装     | SLBM       | 3M14×16基                  | RSM-52×20基                             | R-29×12基（I型） R-29×16基（II-IV型）                               | R-27×16基                               | R-13/R-21×3基                           |
| 同型艦数 | 同型艦数   | 14隻予定                   | 6隻                                     | 18隻（I型） 4隻（II型） 14隻（III型） 7隻（IV型）                   | 34隻                                    | 8隻                                     |

## 登場作品

### ゲーム
「グランド・セフト・オートV」
GTAオンラインにてコサトカという名称にて購入可能。